# Les Grandes-Chapelles
Les Grandes-Chapelles è un comune francese di 374 abitanti situato nel dipartimento dell'Aube nella regione del Grand Est.

## Società

### Evoluzione demografica
Abitanti censiti